# (14617) Lasvergnas
(14617) Lasvergnas est un astéroïde de la ceinture principale.

## Description
(14617) Lasvergnas est un astéroïde de la ceinture principale. Il fut découvert le 21 octobre 1998 à Caussols par le projet ODAS. Il présente une orbite caractérisée par un demi-grand axe de 2,88 UA, une excentricité de 0,17 et une inclinaison de 12,1° par rapport à l'écliptique. 

## Compléments

### Origine de la dénomination
Sa dénomination se réfère à Olivier Las Vergnas, universitaire et astronome français, né en 1954, fondateur de l'Association Astronomique de Paris en Sorbonne et de la section astronomique de l'Association Nationale Sciences Techniques Jeunesse (aujourd'hui association Planète Sciences) et président depuis 1993 de l'Association Francaise d'Astronomie. [Ref: Minor Planet Circ. 41035].